# Резолюция Совета Безопасности ООН 175
Резолюция 175 Совета Безопасности ООН была принята 12 сентября 1962 года после рассмотрения заявки Тринидада и Тобаго на членство в ООН. В резолюции рекомендовалось Генеральной Ассамблее принять Тринидад и Тобаго в состав членов организации.
Решение о принятии Тринидада и Тобаго в ООН было принято единогласно.

## Предыстория
В 1797 году острова Ла Трините и Тобаго были завоеваны англичанами, которым они были официально переданы в 1802 году Амьенским миром. До 1899 года Тобаго был частью Британских наветренных островов, где он был присоединен к Тринидаду, чтобы сформировать единую колонию, чтобы обеспечить ему большую финансовую стабильность. Затем Тобаго становится частью острова Тринидад.
В 1962 году Тринидад и Тобаго стал независимым государством.